# Chandler Egan
Henry Chandler Egan (* 21. August 1884 in Chicago, Illinois; † 5. April 1936 in Everett, Washington) war ein US-amerikanischer Golfer.

## Biografie
Chandler Egan begann mit dem Golfspielen im Alter von zwölf Jahren in Lake Geneva im US-Bundesstaat Wisconsin. Während seiner Schulzeit spielte er im Exmoor Country Club, dem sein Vater angehörte. Später studierte er an der Harvard University, wo er nach kurzer Zeit Kapitän des College-Golf-Teams wurde. Die Mannschaft gewann von 1902 bis 1904 die NCAA Division I und Egan 1902 auch den Titel im Einzel.
1902 konnte er das Western Amateur gewinnen. Es war zugleich sein erster Turniersieg außerhalb der College-Turniere. Sein Cousin Walter Egan belegte den zweiten Rang. Im Folgejahr belegten die beiden Cousins wieder die beiden ersten Plätze, jedoch siegte dieses Mal Walter. Chandler Egan gewann das Turnier jedoch 1904, 1905 und 1907 noch weitere drei Mal.
1904 wurde Egan US-amerikanischer Amateurmeister und konnte bei den Olympischen Spielen 1904 in St. Louis im Einzel die Silbermedaille gewinnen. Im Mannschaftswettkampf wurde er mit der Western Golf Association, der auch sein Cousin Walter angehörte, Olympiasieger. Ein Jahr später konnte er seinen Titel als US-amerikanischer Amateurmeister verteidigen. Nachdem er 1909 nochmals den zweiten Platz bei den US-amerikanischen Amateurmeisterschaften belegt hatte, zog er sich aus dem Golfsport zurück und kaufte sich einen Obstgarten in Medford, Oregon. In den 1920er und 1930er Jahren spielte er nochmals einige Amateurturniere und nahm 1930 und 1934 am Walker Cup teil. Zudem entwarf Egan zahlreiche Golfplätze.
Chandler Egan war von 1910 bis 1916 mit Nina Lydia McNally und ab 1917 bis zu seinem Tod mit Alice Barrett Scudder verheiratet.
2012 entdeckte seine Tochter erstmals seine olympischen Medaillen. Diese wurden während der US Open 2016 im USGA Museum im Oakmont Country Club und in der World Golf Hall of Fame ausgestellt.